# 陳志榮 (區議員)
陳志榮，MH，末任香港葵青區議會副主席（副主席職位取消）兼現任當然議員，以及青衣鄉事委員會主席。其父陳天送曾任青衣鄕事委員會主席兼當然議員，而胞姊陳嘉敏曾為區內幼稚園校長，亦曾任葵青區議會委任議員。

## 相關事件

### 葵青區議會首次會議唱《願榮光》，建制派離場抗議
第六屆葵青區議會由民主黨的單仲偕及張文龍分別擔任正副主席，單仲偕接手主持會議後，蔡雅文動議作口頭聲明，以歌唱形式表達港人過去七個月在反修例風波的遭遇，獲接納及通過。民主派議員即席站立唱出《願榮光歸香港》，五名建制派議員包括陳志榮、盧婉婷、徐曉杰、梁嘉銘及郭芙蓉離席抗議。